# 朱力行
朱力行，中华人民共和国教育部长江学者讲座教授，香港浸会大学数学系统计学首席教授，上海对外经贸大学特聘教授，主要从事高维数据分析、生物统计与生物信息论、经济计量学等方面的研究工作。